# سداسي بالار
سداسي بالار (بالفرنسية: Hexagone Balard) هو المقر الرئيسي للقوات المسلحة الفرنسية ووزارة القوات المسلحة. افتتح في عام 2015، وانتقل أكثر من 9300 فرد من الجيش الفرنسي والبحرية الفرنسية والقوات الجوية والفضائية الفرنسية والمديرية العامة للتسليح إلى المقر ذو الواجهة الزجاجية البيضاء المعتمة بمساحة 165000 متر مربع (1780000 قدم مربع)، على مساحة 41 فدانًا (17 هكتارًا). بلغت تكلفة بنائه 4.2 مليار يورو.[بحاجة لمصدر]

## تاريخ
في عام 2011، منحت الحكومة الفرنسية اتحاد شركات أوبال-ديفانس عقدًا لتمويل وتصميم وبناء وتشغيل وصيانة المجمع لمدة ثلاثين عامًا.  قامت وكالة نيكولا ميشلان وشركاه  بتصميم مركز القيادة والسيطرة المكون من سبعة طوابق، في قاعدة جوية عسكرية سابقة بالقرب من بالار في الدائرة الخامسة عشرة.  
وباعتباره قاعدة عسكرية، يتم تسليم قيادة الموقع إلى لواء هيئة الأركان العامة للدفاع، نائب رئيس هيئة الأركان العامة للدفاع.
نٌقل الموظفين من المباني التاريخية في وسط باريس إلى هذا الموقع في جنوب المدينة، باستثناء وزير الدفاع الذي بقي في وسط باريس.  تم تجديد نصف المجمع،  بما في ذلك مبنى البحرية القديم، الذي صممه جوستاف وأوغست بيريت في عام 1934.  يتميز المجمع بجسر متحرك حقيقي وحدائق داخلية  وجدران مقاومة للصواريخ وغرفة عمليات تحت الأرض. 

## مظهر
لا يمكن رؤية صور المجمع (وكذلك جميع المباني الحكومية الحساسة والمتعلقة بالجيش في فرنسا) على خرائط بينج وخرائط جوجل وجوجل إيرث وجوجل ستريت فيو لأسباب تتعلق بالأمن القومي، ولكن هير وي جو وخرائط ياندكس لا يفرضان الرقابة على صورة القمر الصناعي.  
لا يمكن رؤية سوى السقف المتعدد الأوجه من الطريق الدائري المرتفع.  يحوي المبنى على أكبر سقف من الألواح الشمسية في باريس.
يعتبر المجمع المقر الرئيسي للقوات المسلحة. وعلى هذا النحو، فإن كامل هيكل القيادة العسكرية موجود هنا:
- رئيس هيئة الأركان الدفاعية
  - لواء أركان الدفاع
- رئيس أركان الجيش
  - لواء أركان الجيش
- رئيس أركان البحرية
  - لواء أركان البحرية
- رئيس أركان القوات الجوية والفضائية
  - لواء أركان القوات الجوية والفضائية

ومع ذلك، لا تزال الإدارة المدنية للوزارة والوزير يقع مقرها في فندق دي برين في الدائرة السابعة في باريس.

## روابط خارجية
- "Hexagone Balard, le nouveau ministère de la Défense". ديلي موشن. 20 يناير 2016. مؤرشف من الأصل في 2025-03-15.
- "Hexagone Balard 2015". defense.gouv.fr (بالفرنسية). Archived from the original on 2022-01-04.